# آلفرد راولینسون
آلفرد راولینسون (انگلیسی: Sir Alfred Rawlinson, 3rd Baronet؛ ۱۷ ژانویه ۱۸۶۷ – ۱ ژوئن ۱۹۳۴) فرد نظامی و چوگان‌باز اهل بریتانیا بود.
همچنین برندهٔ جوایزی همچون نشان امپراتوری بریتانیا شده‌است.